# جون أشورث
جون أشورث (بالإنجليزية: John Ashworth)‏ هو لاعب اتحاد الرغبي نيوزيلندي، ولد في 15 سبتمبر 1949 في Waikari ‏ في نيوزيلندا.

## وصلات خارجية
- جون أشورث عل موقع إسبنسكروم (الإنجليزية)